# Last love song
『Last love song』（ラスト ラヴ ソング）は、GARNET CROWの7枚目のシングル。2001年5月9日にGIZA studioから発売された。

## 解説
音を重ねるのではなくあえて音を引くことによってシンプルさの境地を見出したという制作上のこだわりをみせた。また、中村由利が、エクササイズで行っていた体操をしている最中の事故で肋骨を折り、骨折したままこの作品のレコーディングを行ったというエピソードがある。

## 収録曲
1. Last love song
  - 作詞：AZUKI七 / 作曲：中村由利 / 編曲：古井弘人

テレビ朝日系『ビートたけしのTVタックル』エンディングテーマ[1]
2. Jewel Fish
  - 作詞：AZUKI七 / 作曲：中村由利 / 編曲：古井弘人
3. Last love song〜Instrumental〜

## 収録アルバム
- SPARKLE 〜筋書き通りのスカイブルー〜（#1）
- Best（#1）
- THE BEST History of GARNET CROW at the crest...(通常盤)（#1）
- THE BEST History of GARNET CROW at the crest...(初回限定盤)（#1,2）
- GOODBYE LONELY 〜Bside collection〜 (#2)
- THE ONE 〜ALL SINGLES BEST〜（#1）
- GARNET CROW REQUEST BEST（#1）